# Järtecken (musikalbum)
Järtecken är ett musikalbum av Mörbyligan, släppt på LP och kassettband 1980 på Mistlur Records.

## Låtlista

### Sida A
- "Lilla Sussie är död" (4,05)
- "Patrasket" (1,30)
- "1902 (nygammal kampsång)" (3,54)
- "Vi tjejer" (1,30)
- "Jonny Rumpvick" (4,02)
- "Varje vår" (1,12)
- "En ny dag" (4,16)

### Sida B
- "Davy Crockett" (2,23)
- "ABC för gossebarn" (1,47)
- "Kojan" (3,11)
- "Svarta oceaner" (2,49)
- "Kalles jul" (4,30)
- "Östermalm" (3,16)
- "Sagonatt" (2,42)